# Tibor Kincses
Tibor Kincses (Kecskemét, 12 febbraio 1960 – 9 giugno 2025) è stato un judoka ungherese.

## Biografia
Alle Olimpiadi del 1980 vinse la medaglia di bronzo. Nel 1981 partecipò sia ai campionati europei sia a quelli mondiali, ma senza riuscire a salire sul podio.
Kincses è morto nel 2025, all'età di 65 anni.